# Clibanarius clibanarius
Clibanarius clibanarius is een tienpotigensoort uit de familie van de Diogenidae. De wetenschappelijke naam van de soort is voor het eerst geldig gepubliceerd in 1791 door Herbst.